# Cryphia paghmana
Cryphia paghmana är en fjärilsart som beskrevs av Charles Boursin 1963. Cryphia paghmana ingår i släktet Cryphia och familjen nattflyn. Inga underarter finns listade i Catalogue of Life.